# James Bulteel (1676-1757)
Pour les articles homonymes, voir Bulteel.
James Bulteel (of Tavistock), né en 1676 et mort en 1757, est un homme politique anglais.

## Biographie
D'une famille de réfugiés huguenots originaire de Tournai, James Bulteel est le fils de Samuel Bulteel (of Tavistock) et d'Azarell Conoy. Intégrant Inner Temple, il devient le conseiller juridique de plusieurs familles installées dans le Devon.
Membre du parti Tory, il est membre du Parlement d'Angleterre de 1703 à 1708, puis du Parlement de Grande-Bretagne de 1711 à 1715. Il fait partie du October Club (en).
Il hérite du Flete House en 1709.
En 1718, il épouse Mary Crocker, fille et héritière du député Courtenay Crocker, de Lyneham (en), héritant de Lyneham en 1740. De son épouse, il a deux fils et quatre filles, dont:
- James Courtenay Bulteel, son fils aîné, qui est décédé avant son père en 1746 mais laisse un fils d'un an, Courtenay Croker Bulteel, of Flete and Lyneham, qui est également décédé jeune (avant 1800).
- John Bulteel (1733-1801), of Membland (adjacent à Flete), qui devient l'héritier de son jeune neveu Courtenay Croker Bulteel. Il est le grand-père de John Crocker Bulteel.

## Mandats et fonctions
- Membre du Parlement d'Angleterre : 1703-1708
- Membre du Parlement de Grande-Bretagne : 1711–1715

## Sources
- Vivien Allen, The Bulteels: The Story of a Huguenot Family,  Phillimore & Co Ltd, Chichester, 2004
- Eveline Cruickshanks, BULTEEL, James (c.1676-1757), of Tavistock, Devon, published in History of Parliament (en), House of Commons 1660-1690, ed. B.D. Henning, 1983